# Animisme (parapsychologie)
Het animisme in parapsychologische context is een verklaringsmodel voor bepaalde verschijnselen. Fenomenen als bijna-doodervaringen, automatisch schrift, ouijabord en andere, kunnen op verschillende manieren worden verklaard.
De parapsychologie onderscheidt hierin alvast twee verklaringshypothesen:
1. De spiritistische hypothese wil deze verschijnselen verklaren vanuit gene zijde of de wereld van de overledenen.
2. De animistische hypothese meent dat deze verschijnselen worden veroorzaakt door onbewuste lagen van de persoonlijkheid van de proefpersoon zelf.